# Regional Norte (Universidad de la República)
El Centro Universitario de Salto, también conocida desde sus inicios como Regional Norte, es una de las sedes del Centro Universitario Regional Litoral Norte de la Universidad de la República, ubicado en la ciudad de Salto. En 2019 tuvo el segundo mayor movimiento de estudiantes universitarios del interior, luego de Paysandú.

## Historia
Los primeros cursos universitarios en la región noroeste del país se dictaron en la ciudad de Salto en la década de 1950. En 1975 se empezaron a ofrecer los primeros años de las carreras de Agronomía, Ingeniería, Arquitectura, Ciencias Económicas y Veterinaria; y en 1984 de las carreras de Derecho y Notariado. En 2001 se inaugura el nuevo y actual edificio de la sede.

## Oferta académica

### Carreras de grado
| Carrera                                            | Facultad | Duración                    |
| Carreras completas en Salto                        | Carreras completas en Salto                                                                                          | Carreras completas en Salto |
| -------------------------------------------------- | --- | --------------------------- |
| Escribano Público                                  | Facultad de Derecho                                                                                                  | 5 años                      |
| Abogado                                            | Facultad de Derecho                                                                                                  | 5 años                      |
| Licenciatura en Trabajo Social                     | Facultad de Ciencias Sociales                                                                                        | 4 años                      |
| Licenciatura en Ciencias Sociales                  | Facultad de Ciencias Sociales                                                                                        | 4 años                      |
| Licenciatura en Turismo                            | Facultad de Humanidades y Ciencias de la Educación                                                                   | 4 años                      |
| Licenciatura en Psicología                         | Facultad de Psicología                                                                                               | 4 años                      |
| Licenciatura en Enfermería                         | Facultad de Enfermería                                                                                               | 4 años                      |
| Licenciatura en Recursos Hídricos y Riego          | Facultad de Ingeniería                                                                                               | 4 años                      |
| Licenciatura en Diseño Integrado                   | Facultad de Arquitectura, Diseño y Urbanismo                                                                         | 4 años                      |
| Contador Público                                   | Facultad de Ciencias Económicas y de la Administración UNER Concordia                                                | 5 años                      |
| Carreras completas en la región (Salto y Paysandú) | |                             |
| Licenciatura en Biología Humana                    | Facultad de Ciencias Facultad de Humanidades y Ciencias de la Educación Facultad de Medicina Facultad de Odontología | 4 años                      |
| Ingeniero Agrónomo                                 | Facultad de Agronomía                                                                                                | 5 años                      |
| Ciencias Veterinarias                              | Facultad de Veterinaria                                                                                              | 5 años                      |
| Químico Agrícola y Medioambiental                  | Facultad de Química                                                                                                  | 5 años                      |
| Licenciatura en Ingeniería Biológica               | Facultad de Ingeniería                                                                                               | 4 años                      |
| Tramos de carreras                                 | |                             |
| Doctor en Medicina                                 | Facultad de Medicina                                                                                                 | 4 de 7 años                 |

### Carreras técnicas, tecnológicas y títulos intermedios
| Carrera                                                | Facultad                                           | Duración       |
| ------------------------------------------------------ | -------------------------------------------------- | -------------- |
| Procurador                                             | Facultad de Derecho                                | 7 semestres    |
| Tecnicatura en Interpretación Piano, Guitarra o Canto  | Escuela Universitaria de Música                    | 4 años         |
| Tecnicatura en Dirección de coros                      | Escuela Universitaria de Música                    | 4 años         |
| Tecnólogo en Interpretación y Traducción LSU - Español | Facultad de Humanidades y Ciencias de la Educación | 3 años         |
| Auxiliar en Enfermería                                 | Facultad de Enfermería                             | 2 años y medio |

### Carreras de posgrado
| Carrera                                                        | Facultad                      | Duración |
| -------------------------------------------------------------- | ----------------------------- | -------- |
| Diploma en Matemática                                          |                               | 2 años   |
| Maestría en Sociología y Metodología Avanzada en Investigación | Facultad de Ciencias Sociales | 2 años   |
| Diploma en Diabetes                                            | Facultad de Medicina          | 2 años   |
| Especialización Enfermería en Salud Familiar y Comunitaria     | Facultad de Enfermería        | 18 meses |
| Especialización en Gestión de los Servicios de Salud           | Facultad de Enfermería        | 18 meses |
| Especialización Enfermería en Cuidados Críticos                | Facultad de Enfermería        | 18 meses |

### Ciclos iniciales
Los ciclos iniciales son una forma de ingreso a la Universidad de la República, que posibilita el acceso a varias carreras. Está especialmente diseñado para estudiantes del interior del país (fuera de Montevideo). Si el estudiante no se decidió por una carrera a seguir, el ciclo inicial le ofrece ingresar a la Universidad, elegir aquellas materias más acordes a sus intenciones de estudio posterior, para luego ser reconocidas en la Facultad de destino.
| Carrera                                             | Habilita a continuar en | Duración    |
| --------------------------------------------------- | --- | ----------- |
| Ciclo Inicial Optativo Área Social                  | Facultad de Humanidades y Ciencias de la Educación Facultad de Psicología Facultad de Información y Comunicación Facultad de Ciencias Económicas y Administración | 1 año       |
| Ciclo Inicial Optativo Científico Tecnológico       | Facultad de Ingeniería Facultad de Ciencias Facultad de Química                                                                                                   | 1 año       |
| Ciclo Inicial Biología – Bioquímica                 | Facultad de Ciencias | 1 año       |
| Ciclo Inicial Común (Facultad de Ciencias Sociales) | Facultad de Ciencias Sociales | 3 semestres |
| Ciclo Inicial en Matemática                         | Facultad de Ingeniería<br />Facultad de Química<br />Facultad de Ciencias                                                                                         | 2 años      |
| Primer año de Facultad de Química                   | Facultad de Química | 1 año       |